# Vācaspati Miśra
Vācaspati Miśra (Mithila Bihar, vers el 900-980) era un brahman hindú considerat com una de les grans figures de la literatura filosòfica de l'Índia. Ha comentat textos fonamental de les sis escoles (darxanes) ortodoxes hindús amb la virtut de saber exposar l'essència de cadascuna d'elles. Ha creat una de les principals escoles d'estudi dels Vedes de la filosofia índia : la "escola Bhāmatī" orientada sobre l'Advaita Vedanta.

## Obres principals
Les seves obres principals són:
- Tattva-Vaisharadi
- Samkhya-Tattva-Kaumudi
- Bhāmatī (sobre Brahmasūtrabhāsya de Xankara).[5]
- Tattvabindu
- Tātparyaţīkā (sobre Nyāyavārttika d'Uddyotakara)
- Nyāyasūcīibandha
- Tattvakaumudī (sobre Sāmkhyakārikās de Īśvarakrishna)
- Tattvavaiśāradī: El seu títol significa claredat de la veritat. És un comentari del comentari realitzat per Vyâsa sobre el Ioga sutra de Patañjali.
- Nyāyakanikā (sobre Vidhidviveka de Mandana Miśra)

### Estudis secundairs
- SS Hasurkar,Vācaspati Miśra sobre l'Advaita Vedanta. Darbhanga : Nithila Institute of Post-Graduate Studies, 1958.
- Karl H. Potter, "Vācaspati Miśra" (in Robert L. Arrington. HA Companion to the Philosophers. Oxford: Blackwell, 2001. ISBN  0-631-22967-1)
- JN Mohanty, Classican Indian Philosophy.